# Металопрокатний завод у Рас-ель-Хейма
Металопрокатний завод у Рас-ель-Хейма – колишнє підприємство металургійної промисловості, яке працювало у еміраті Рас-ель-Хейма (Об’єднані Арабські Емірати).
Проект реалізували через компанію RAK Steel, яка належала державній RAK Investment Authority (Rakia, 51%) та групі інвесторів з Індії та Оману. Завод, що почав роботу в 2008 році, міг щорічно виробляти 500 (за іншими даними — 450) тисяч тон будівельної арматури.
Вже невдовзі після спорудження підприємство зустрілось з несприятливими економічними умовами, крім того, воно не могло працювати на повну потужність через певну нестачу електроенергії в еміраті (у 2009-му рівень завантаження становив біля 30 тисяч тон на місяць). Як наслідок, вже за кілька років прокатний майданчик у Рас-ель-Хеймі закрили, а його обладнання продали до Оману, де воно використовується електрометалургійним заводом у Сухарі.